# Rhamnus imeritinus
Rhamnus imeritinus är en brakvedsväxtart som beskrevs av William Beattie Booth. Rhamnus imeritinus ingår i släktet getaplar, och familjen brakvedsväxter. Inga underarter finns listade i Catalogue of Life.